# Bagdad (Australia)
Bagdad è una piccola città australiana, situata nello Stato della Tasmania, il cui territorio fa parte della municipalità di Southern Midlands. Il paese dista 37 km da Hobart.

## Storia
La città fu chiamata così dall'esploratore Hugo Germain, un soldato dei Royal Marines, che usò come fonte di ispirazione le Mille e una notte quando diede dei nomi ai luoghi che visitò.
Bagdad fu un'importante area di sosta e di cambio dei cavalli. L'ufficio postale di Bagdad fu aperto il 1º dicembre 1878.
Una ferrovia collegò Bagdag con Hobart dal 1891 al 1947.

## Società

### Evoluzione demografica
Nel 2006 l'Ente australiano delle statistiche censì 996 persone a Bagdad; di queste, il 51,7% erano uomini e il 48,3% donne.
La maggioranza dei residenzi (86,9%) era nata in Australia, mentre il 2,6% veniva dall'Inghilterra.
La distribuzione delle età era simile a quella media dell'Australia: il 62,8% dei residenti aveva più di venticinque anni (media nazionale del 66,5%) e il 37,2% aveva meno di venticinque anni (media nazionale del 33,5%).

## Scuole
La scuola elementare di Bagdad fu istituita il 14 gennaio 1867 con un totale di ventidue alunni.
Un incendio distrusse le tre aule della scuola il 26 gennaio 1954, costringendo gli alunni ad andare temporaneamente a lezione in municipio. La casa originale del preside viene usata oggi come aula per i bambini dell'asilo.

## Infrastrutture e trasporti
Bagdag si trova sulla Midland Highway, che collega Hobart e Launceston.